# Picknick
Ein Picknick ist eine im Freien eingenommene Mahlzeit. Oft ist ein Picknick verbunden mit einer Pause während eines Ausflugs. In diesem Zusammenhang häufig verwendete Utensilien sind der Picknickkorb, die Picknickdecke oder das Picknickgeschirr, wobei hinter diesen Begriffen nicht zwingend eine besondere Beschaffenheit stehen muss.

## Kulturgeschichte
Gemeinsames Essen im Freien wird bereits in der Antike beschrieben. Die Griechen hatten dafür den Begriff Eranos, die Römer nannten es Prandium. Bei der „wunderbaren Brotvermehrung“ befahl Jesus Christus dem Volk, sich ins Gras zu lagern, „und sie aßen alle und wurden satt“. Im Mittelalter speisten Reisende oft notgedrungen außerhalb von Gasthäusern, und in der Landwirtschaft war es üblich, bei stundenlanger Feldarbeit zwischendurch Mitgebrachtes zu verzehren. Auch während einer herrschaftlichen Jagd wurde eine Essenspause eingelegt. Im Barock wurde das Einnehmen von Mahlzeiten im Freien in Adelskreisen populär, vor allem in Frankreich.

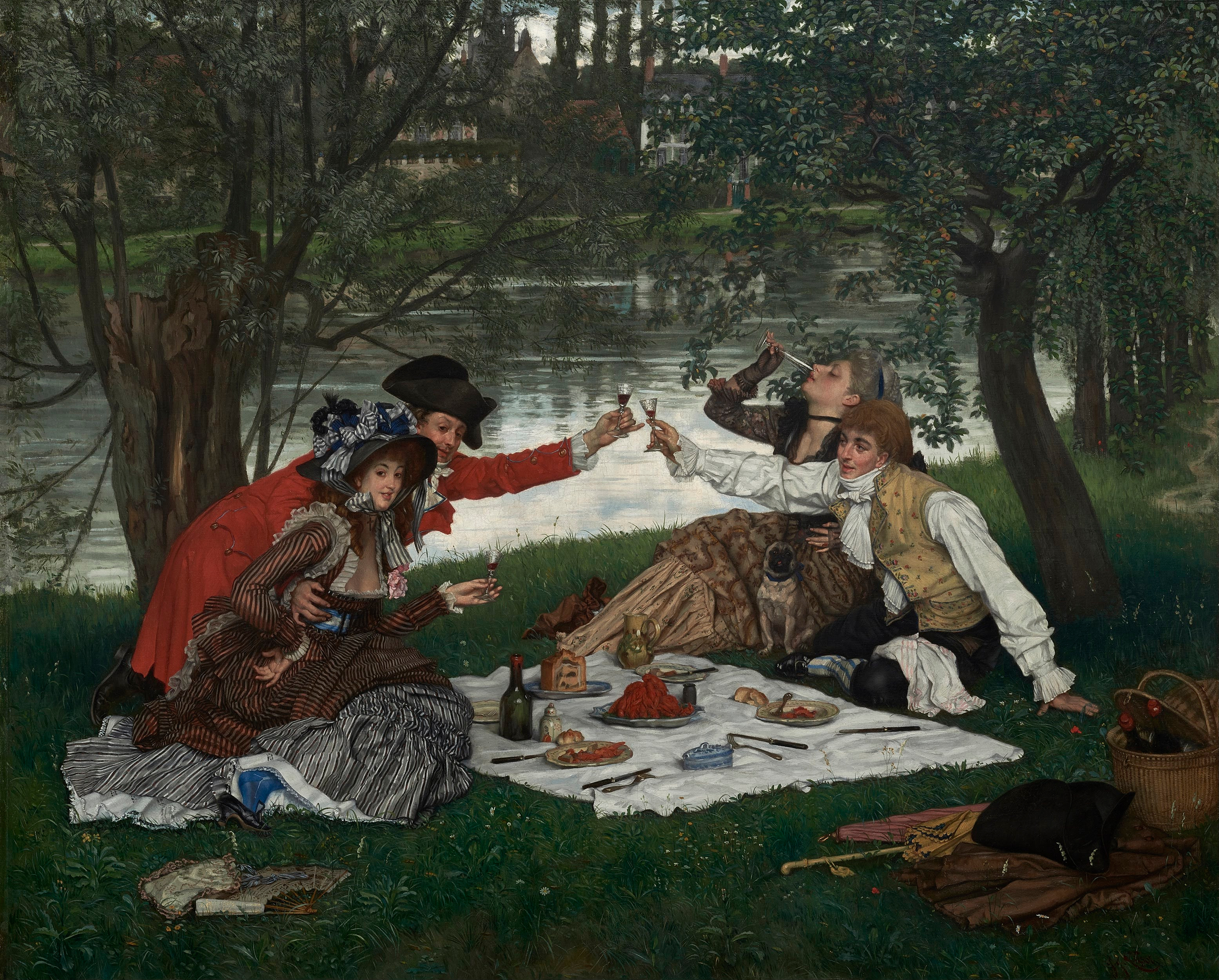
Darstellung eines Picknicks von James Tissot

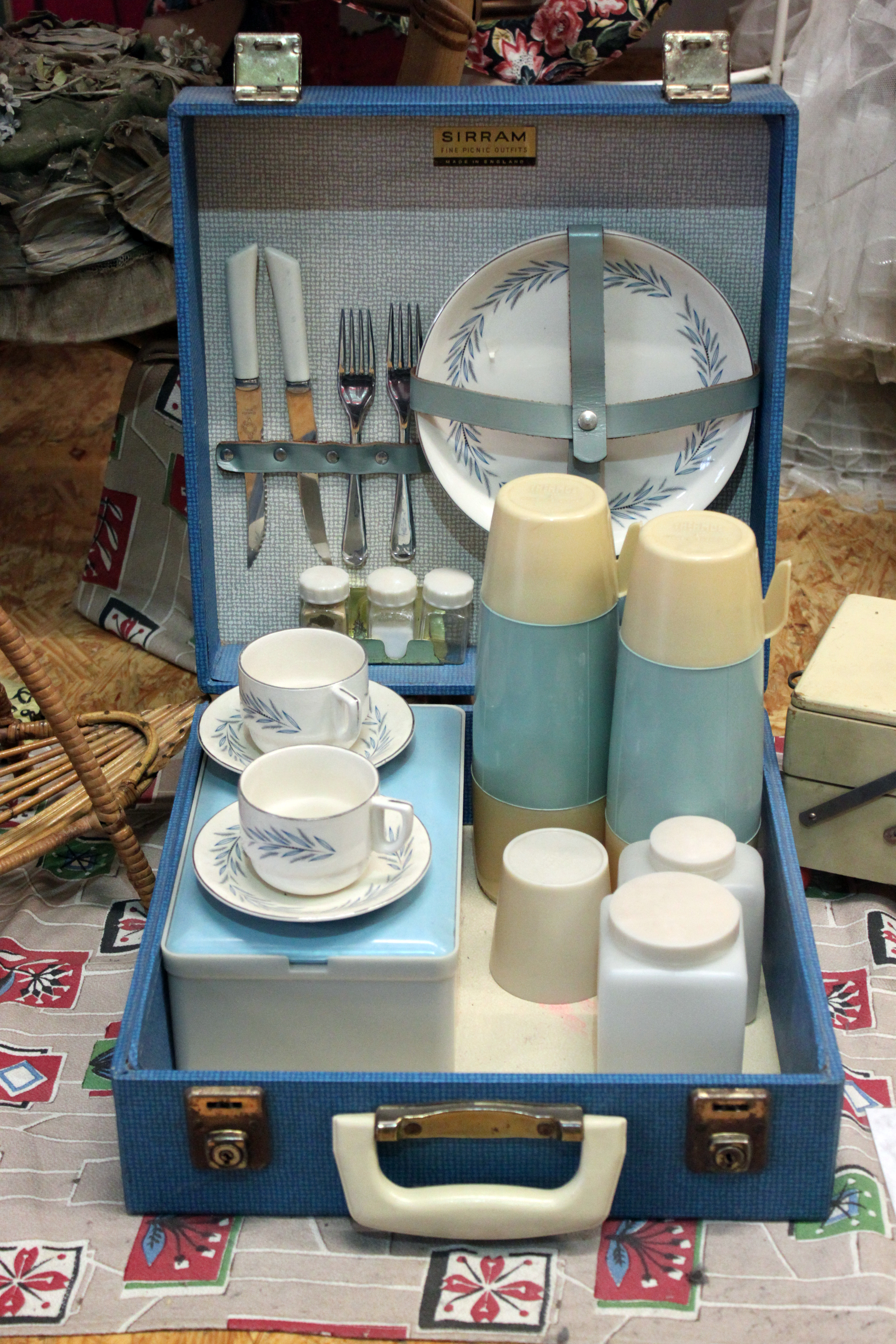
Picknick-Korb von 1955

Es gab für diese Mahlzeiten im Freien allerdings lange Zeit keinen eigenen Begriff. In der Literatur wurde mitunter vom Speisen „alfresco“, also im Freien, gesprochen. In der Literatur wurden vor 1800 mindestens drei Picknicks beschrieben, ohne dass diese so genannt werden. Die älteste bekannte Schilderung ist im Decamerone von Giovanni Boccaccio enthalten. Nur wenig später erschienen die Canterbury Tales von Geoffrey Chaucer. Im 16. Jahrhundert beschreiben Handbücher über die Jagd das Einnehmen von Mahlzeiten im Freien. Oliver Cromwell ließ sich 1654 ein Dinner im Hyde Park servieren, und der Autor Samuel Pepys aß regelmäßig bei Bootsfahrten auf der Themse.
Besonders populär wurde das Picknick in der Folgezeit in England im Viktorianischen Zeitalter, da Königin Victoria häufig im Freien speiste. Der klassische Picknickkorb, der sowohl das Essen als auch eine Decke, Geschirr und Besteck enthält, kam im 19. Jahrhundert in Großbritannien auf. Hier gehörte zum Picknick in jedem Fall auch die Teezubereitung, so dass vor der Erfindung der Thermoskanne oft ein tragbares Kochgerät mitgenommen wurde.
Das Picknick ist in Großbritannien bis heute auch bei den oberen Schichten beliebt und kann den Rang eines gesellschaftlichen Ereignisses haben. Das ist zum Beispiel beim Pferderennen in Ascot oder beim Tennisturnier in Wimbledon der Fall. Bei der beliebten Sportart Cricket ist in den Regeln eine 20-minütige Teepause festgelegt, in der ein Imbiss im Freien eingenommen wird.

## Etymologie
Den meisten Quellen zufolge ist das Wort Picknick französischen Ursprungs und kam im 17. Jahrhundert im Zusammenhang mit der adligen Mode auf. Tony Willis verwendete den Begriff pique-nique in seiner Veröffentlichung Origines de la Langue Française im Jahre 1692 zum ersten Mal. Es setzte sich zusammen aus piquer für „aufpicken“ und nique für „Kleinigkeit“. Aber auch die Briten beanspruchen die Herkunft des Begriffs für sich. Als Beleg wird ein Brief des englischen Lords Chesterfield an seinen Sohn aus dem Jahr 1748 angeführt, in dem dieser eine Versammlung als picnic bezeichnet, wobei es allerdings nicht ums Essen ging. Mit dieser Bedeutung tauchte picnick aber schon 1738 in einem schwedischen Text auf.
In Japan sind Mahlzeiten im Freien vor allem zur Zeit der Kirschblüte eine alte Tradition. Im 20. Jahrhundert wurde der Begriff pikunikku als Lehnwort in die japanische Sprache aufgenommen.
Alte Wörterbücher bezeichnen Picknick etwas abweichend von seiner heutigen Bedeutung als gemeinsame Mahlzeit im Freien, zu der jeder Teilnehmer seine eigenen Speisen mitbringt (heute auch als Potluck bezeichnet).
Die Behauptung, das Wort Picknick stamme von Lynchparties ab, gibt es in schwarzamerikanischen Gemeinden schon seit vielen Jahren. Das Wort Picknick begann nicht mit dem Lynchmord an schwarzen Amerikanern, sondern der Lynchmord an Schwarzen fand oft an „picknickähnlichen“ Schauplätzen statt, wobei die anwesenden Menschenmengen aßen und tranken oder sich danach zum Essen versammelten.

## Picknick in der Kunst

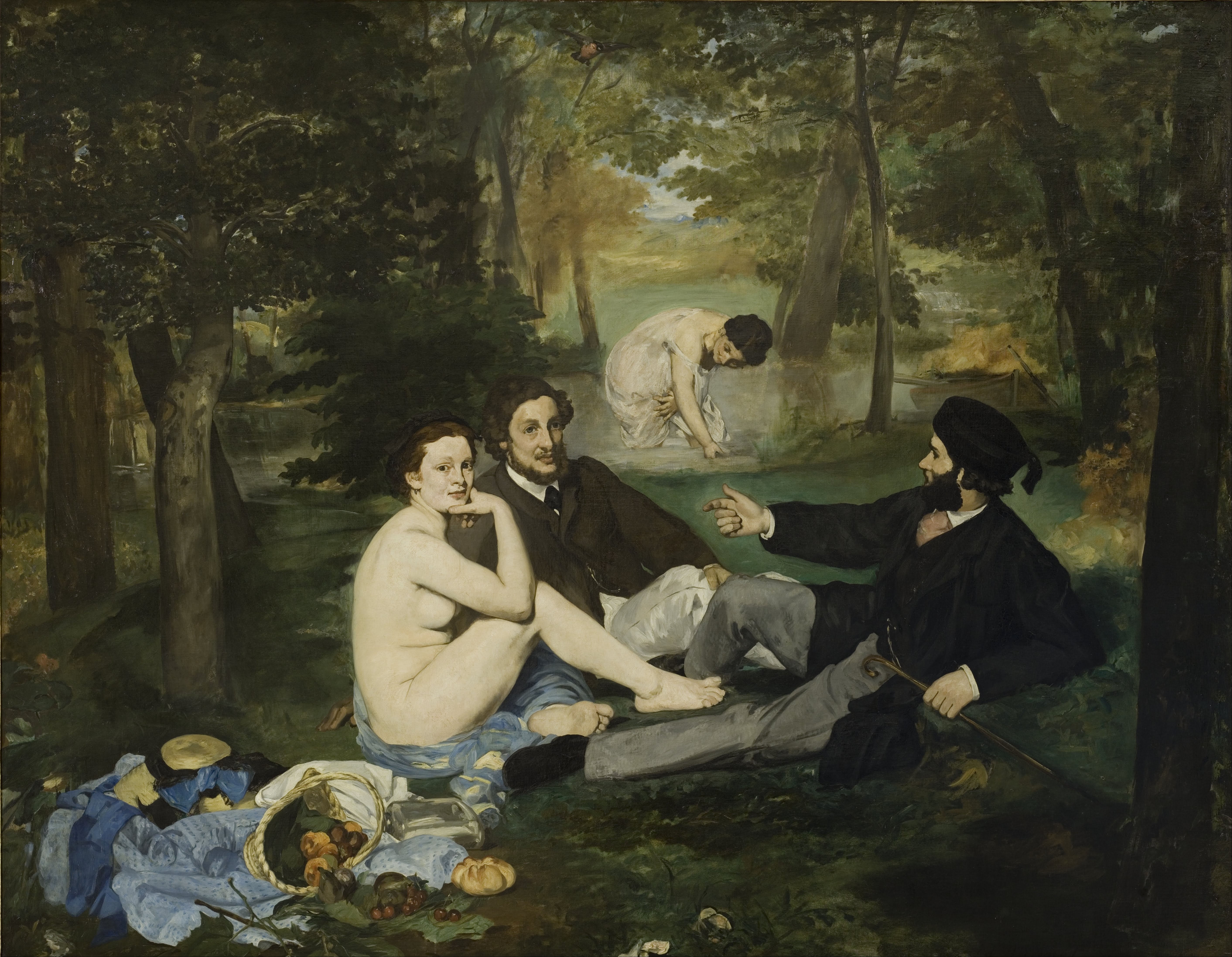
Édouard Manet: Das Frühstück im Grünen, 1863

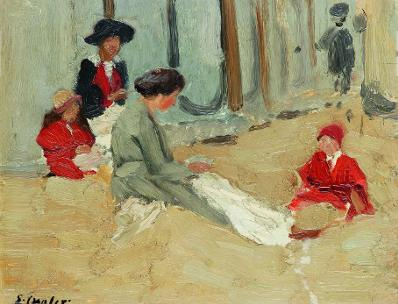
Ernst Oppler: Picknick

Die berühmteste Darstellung eines Picknicks in der bildenden Kunst ist Le déjeuner sur l’herbe von Édouard Manet. Die nackte Frau (neben den angezogenen Männern) nimmt die Nackt-Picknicks der Freikörperkultur vorweg.
Das Gemälde „Picknick“ von Ernst Oppler entstand um die vorletzte Jahrhundertwende und zeigt skizzenhaft eine Szene des großbürgerlichen Lebens.
Der Film Picknick gewann 1955 zwei Oscars (Bester Schnitt, bestes Filmsetdesign).